# Grote Prijs van Québec 2022
De 11e editie van de Grote Prijs van Quebec werd verreden op 9 september 2022. Dit was de eerst verreden editie sinds 2019, die van 2020 en 2021 werden afgelast vanwege de coronapandemie. De afgelasting gold eveneens voor de Grote Prijs van Montréal.
In 2019 werd deze wedstrijd gewonnen door Michael Matthews, deze editie in 2022 werd gewonnen door de Fransman Benoît Cosnefroy. Matthews eindigde in 2022 als tweede achter Cosnefroy, Biniam Girmay finishte als derde.
De wedstrijd had een totale lengte van 201.6 kilometer en bestond uit een parcours die de renners vijftien keer aflegde. De wedstrijd was onderdeel van de UCI World Tour 2022. Net buiten het podium finishte Wout van Aert als vierde, Jan Maas finishte als beste Nederlander. Hij kwam als 60e over de eindstreep.

## Uitslag
| Plaats  | Naam                  | Ploeg                              | tijd     |
| ------- | --------------------- | ---------------------------------- | -------- |
| Winnaar | Benoît Cosnefroy      | AG2R-Citroën                       | 4u46'56" |
| 2       | Michael Matthews      | Team BikeExchange-Jayco            | + 4"     |
| 3       | Biniam Girmay         | Intermarché-Wanty-Gobert Matériaux | z.t.     |
| 4       | Wout van Aert         | Jumbo-Visma                        | z.t.     |
| 5       | Ivan Garcia Cortina   | Movistar Team                      | z.t.     |
| 6       | Mikkel Frølich Honoré | Quick Step-Alpha Vinyl             | z.t.     |
| 7       | Adam Yates            | INEOS Grenadiers                   | z.t.     |
| 8       | Alberto Bettiol       | EF Education-EasyPost              | z.t.     |
| 9       | Diego Ulissi          | UAE Team Emirates                  | z.t.     |
| 10      | Warren Barguil        | Arkéa-Samsic                       | z.t.     |

2010 · 2011 · 2012 · 2013 · 2014 · 2015 · 2016 · 2017 · 2018 · 2019 · 2020-2021 · 2022 · 2023 · 2024
Ronde van de Verenigde Arabische Emiraten ·
Omloop Het Nieuwsblad ·
Strade Bianche ·
Parijs-Nice · 
Tirreno-Adriatico · 
Milaan-San Remo ·
Ronde van Catalonië ·
Driedaagse Brugge-De Panne ·
E3 Saxo Bank Classic ·
Gent-Wevelgem ·
Dwars door Vlaanderen ·
Ronde van Vlaanderen ·
Ronde van het Baskenland ·
Amstel Gold Race ·
Parijs-Roubaix ·
Waalse Pijl ·
Luik-Bastenaken-Luik ·
Ronde van Romandië ·
Eschborn-Frankfurt ·
Ronde van Italië ·
Critérium du Dauphiné ·
Ronde van Zwitserland ·
Ronde van Frankrijk ·
Clásica San Sebastián ·
Ronde van Polen ·
BEMER Cyclassics ·
Bretagne Classic ·
Benelux Tour ·
Ronde van Spanje ·
GP van Quebec · 
GP van Montreal · 
Ronde van Lombardije ·
Ronde van Guangxi ·